# Histoire évolutive des lépidoptères

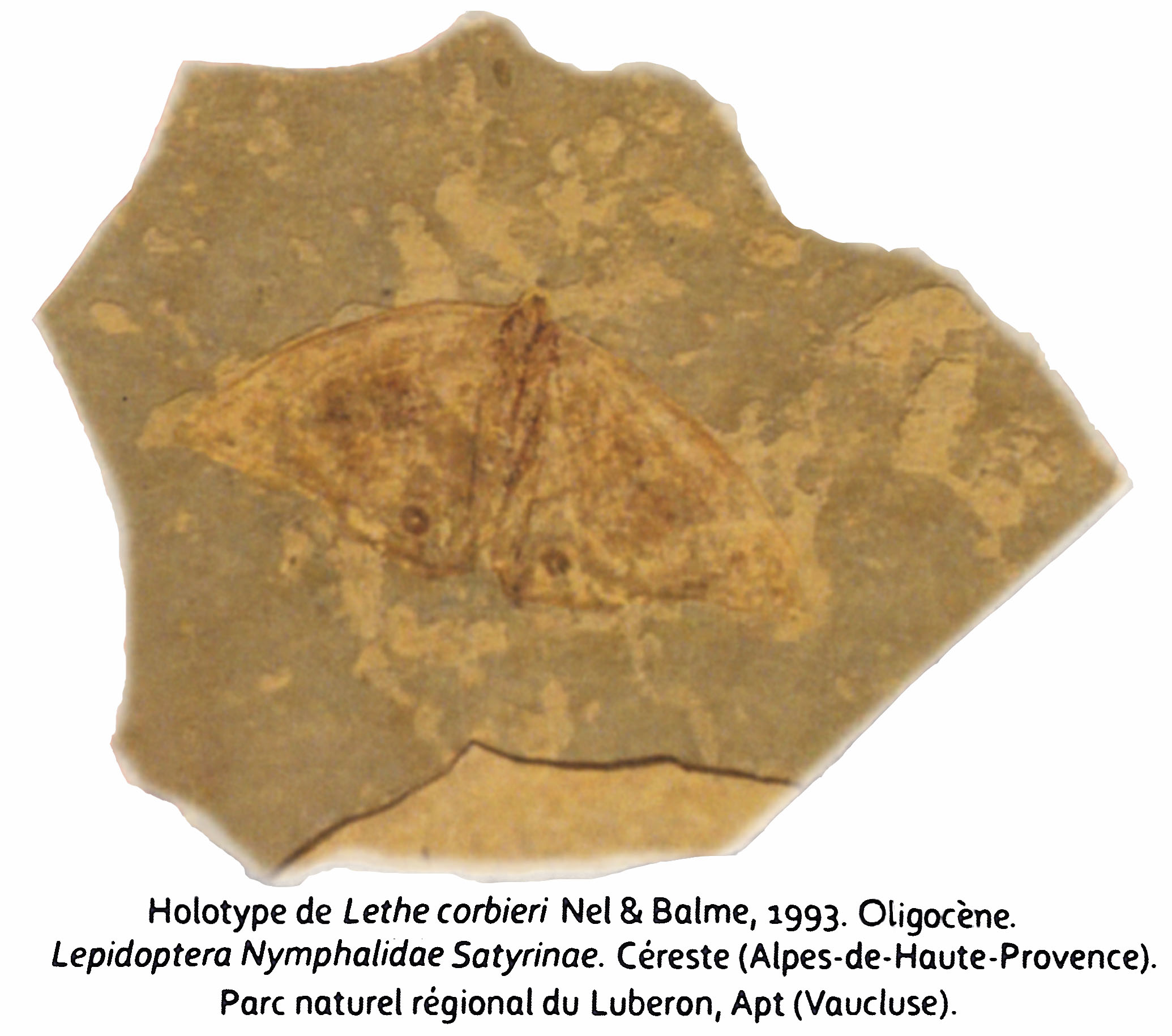
Fossile de Lethe corbieri de l’Oligocène de Provence.

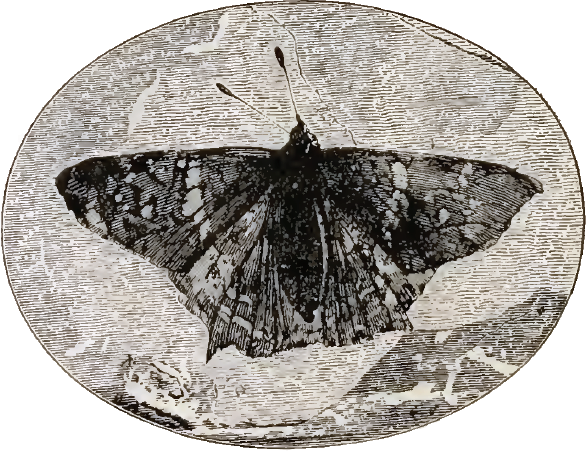
Gravure de 1887 représentant un fossile Éocène de Prodryas persephone.

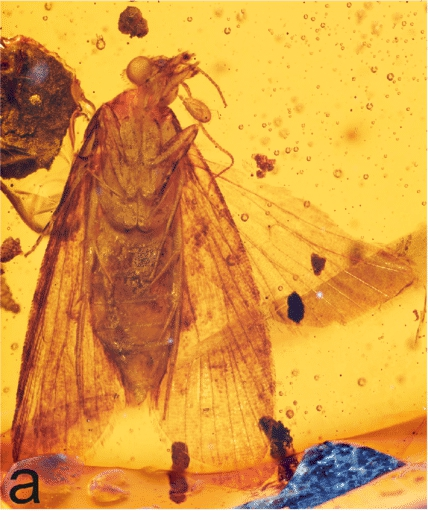
Tortricidé du Miocène de la République dominicaine pris dans l'ambre.

Relations phylogénétiques supposées entre les principales lignées de Lépidoptères et leur ancienneté (en bleu, la radiation des Angiospermes qui date de 130–95 millions d'années).

L’histoire évolutive des lépidoptères concerne l’origine et la diversification des papillons, apparus probablement au début du Jurassique. 

## Historique
Les lépidoptères, communément appelés chenilles à l’état larvaire et papillons à l’état d’imago, étaient classés essentiellement sur la base de leur morphologie. Le groupe informel des Ditrysia, qui représente 99 % des lépidoptères, était lui-même divisé en deux sous-ordres : les hétérocères, dits « papillons de nuit » (bien que certains soient diurnes), et les rhopalocères, dits « papillons de jour » (bien que certains soient nocturnes). Chacun comportait des superfamilles et des familles divisées en genres. Le 1 % restant était constitué par le groupe des Monotrysia, qui comprenait deux super-familles caractérisées par des « larves mineuses ». Les familles des rhopalocères étaient les Papilionidae, les Pieridae, les Nymphalidae, les Lycaenidae.
On a ensuite proposé quatre sous-ordres, aujourd'hui également obsolètes :
- Frenatae ou « frenates » ;
- Jugatae ou « jugates » ;
- Macrolepidoptera ou « macropapillons » ;
- Microlepidoptera ou « micropapillons ».

## Phylogénie
Une synthèse publiée en 2011 reconnait les sous-ordres suivants : 
- Lépidoptères fossiles non classés (4 familles et 12 genres)
- sous-ordre des Zeugloptera Chapman, 1917 — Papillons les plus primitifs, à mandibules, 160 espèces décrites, principalement originaires du Paléarctique et du Pacifique.
- sous-ordre des Aglossata Speidel, 1977 — Papillons primitifs, 2 espèces décrites, originaires du Pacifique sud.
- sous-ordre des Heterobathmiina Kristensen & Nielsen, 1983 — Papillons primitifs, pollinivores, 3 espèces décrites, originaires d'Amérique du Sud.
- sous-ordre des Glossata Fabricius, 1775 — Papillons « classiques » pourvus d'une trompe ; groupe contenant l'immense majorité des espèces de Lépidoptères décrites (plus de 157 000 espèces).

## Histoire évolutive
Le fossile le plus ancien consiste en des fragments d’ailes, qui montrent un réseau de nervures caractéristique commun aux lépidoptères et aux trichoptères, et sous microscope électronique des écailles à cannelures parallèles. Il a été nommé Archaeolepis mane et a été trouvé en Angleterre. Il est daté du Jurassique, il y a environ 190 millions d’années. Seuls deux autres fossiles de Lépidoptères datent du Jurassique, et treize du Crétacé. 
La plupart des fossiles connus de Lépidoptères datent du Cénozoïque, en particulier de l’Éocène. Les plus nombreux montrent des espèces déjà très proches des espèces modernes, que ce soit ceux des gisements d’ambre de la Baltique ou ceux, assez rares, des sédiments de type lacustre (diatomite).
La phylogénétique moléculaire permet d'estimer leur histoire évolutive. Les papillons sont apparus il y a environ 300 millions d'années, à la fin du Carbonifère, bien avant les plantes à fleurs, les larves et les adultes étant alors équipés de mandibules pour mâcher des plantes non vasculaires. Ils ont développé leur trompe tubulaire (permettant de butiner des fleurs) au Trias vers 240 Ma, et se sont énormément diversifiés vers 100 Ma au Crétacé, à une époque où les dinosaures dominaient la faune vertébrée, avec l'émergence de lignées diurnes,,. Les papillons de jour sont apparus en Amérique puis se sont dispersés vers l'Asie en passant par l'archipel indo-australien, et ont gagné l'Afrique et l'Europe vers 34 millions d'années (entre l'Éocène et l'Oligocène),. Une étude en 2024 a retracé le code génétique des premiers papillons. Elle a identifié 32 chromosomes ancestraux comme éléments constitutifs de la quasi-totalité des lépidoptères. Malgré l'origine lointaine du papillon, leur génome est resté largement inchangé, et ce malgré la grande diversité des espèces. 

### Plante-hôte
Les larves de la majorité des espèces de papillons sont inféodées à une seule plante-hôte ou à un genre de plantes très proches. Ces papillons n’ont donc pu vivre qu’en présence de l’espèce ou des espèces qui leur servent de plantes-hôtes, ce qui implique que ces végétaux ont co-évolué avec les lépidoptères auxquels ils sont associés : les recherches génétiques et les trouvailles paléontologiques montrent que les papillons existaient au Crétacé en même temps que la majorité des plantes angiospermes.
La majorité des lignées de papillons se seraient diversifiées et répandues à travers le monde au Cénozoïque (Tertiaire).

### Cause des évolutions
Le mimétisme, l'hybridation et la coévolution avec les plantes-hôtes sont liées à l'évolution des papillons. Le processus se poursuit et il est très étudié : en Angleterre la phalène du bouleau, après avoir noirci au XIXe siècle lors du règne du charbon pendant la révolution industrielle, est en cours d'éclaircissement.